# みさと公園

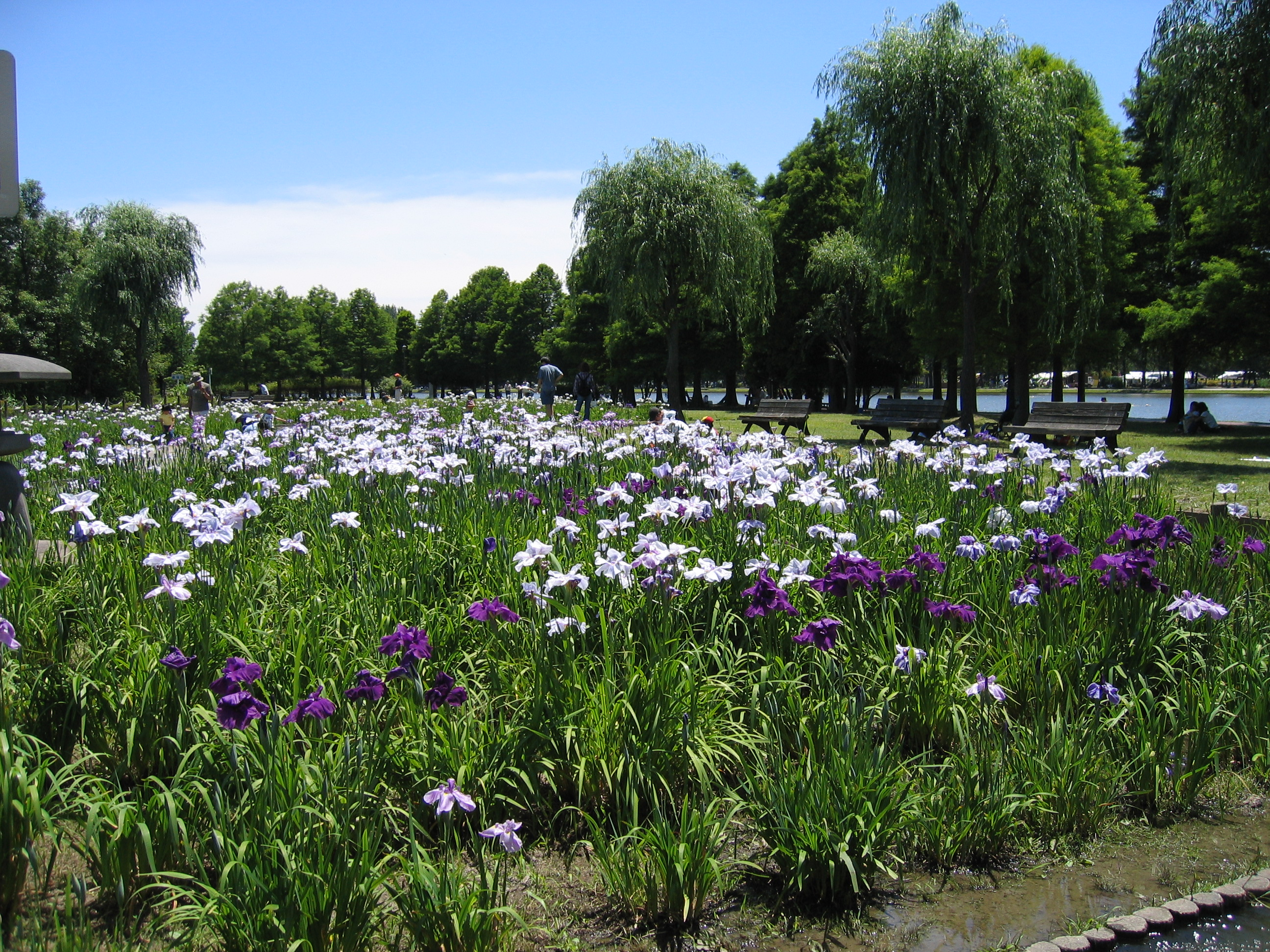
公園内の菖蒲田

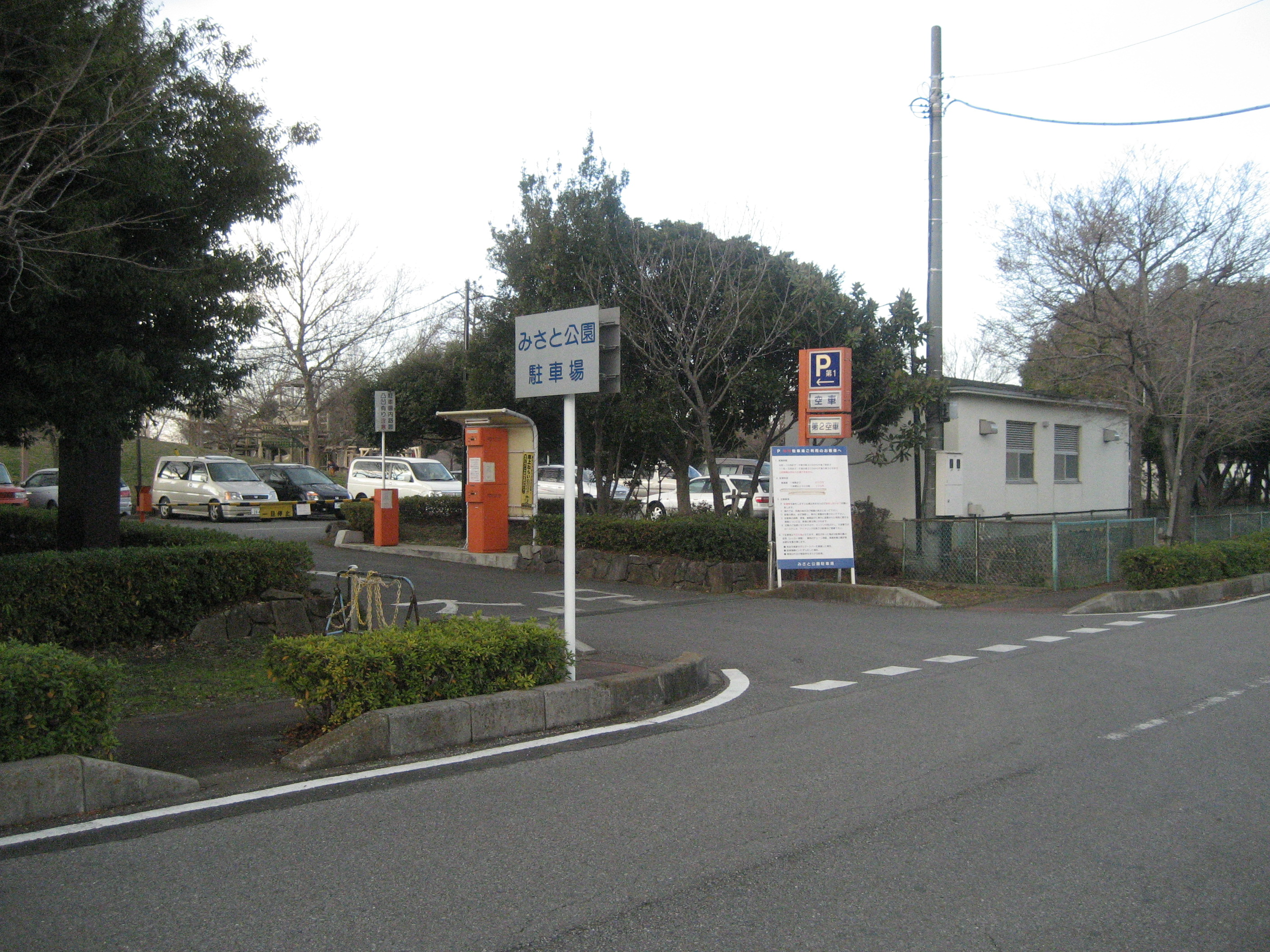
公園駐車場

みさと公園（みさとこうえん）とは、埼玉県三郷市高州三丁目の小合溜井岸に位置する埼玉県営の都市公園（総合公園）である

## 概要
水元公園に対し小合溜井（こあいためい）を挟んだ対岸にある。園内には、自然広場、ちびっこ広場、こどもの砦、自然観察コーナー、菖蒲田、疎林広場、展望台、花木園、ジョギングコースがある。また炊飯場も設置されており、キャンプもできる。また春は桜の名所となる。またキャンプ設備を併設するため、駐車場も設置されている。

## アクセス
- JR常磐線金町駅下車三郷駅行きバス三郷公園前停留所下車
- JR武蔵野線三郷駅下車金町駅南口行きバス三郷公園前停留所下車
- つくばエクスプレス三郷中央駅下車金町駅南口行きバス三郷公園前停留所下車
- 東京外環自動車道三郷南IC出口国道298号線みさと公園入口交差点近く有料駐車場（342台）